# Georges-Joseph Allard
Pour les articles homonymes, voir Allard.
Georges-Joseph Allard, né le 12 août 1837 à Lonrai (Orne) et mort le 18 septembre 1920 à La Chapelle-Bertrand, est un général français.

## Biographie
Son père est Nelzir Allard, officier général. Georges-Joseph Allard suit la carrière militaire, dans l'arme du Génie. Il participe à la guerre franco-prussienne au cours de laquelle il est blessé au combat de Monzon.

## Un artiste éphémère
Il est affecté à Paris à deux reprises : entre mars 1863 et janvier 1866 ; entre octobre 1867 et février 1870. Il est domicilié au 19, rue Tronchet alors que, étant élève de Julien Roux, il expose deux portraits au Salon de 1869. Au salon de l'année suivante,  , un buste en terre cuite. Il habite alors 19, boulevard Malesherbes.
Œuvres
- Portrait de M. et de Mme G. A... Médaillon en bronze. Salon de 1869 (n° 3217) .
- Portrait de M. A. G... Médaillon en bronze. Salon de 1869 (n° 3218) .
- Portrait de Mlle A. A... Buste en terre cuite. Salon de 1870 (n° 4238).

## Distinctions
- Chevalier de l'ordre de Saint-Grégoire-le-Grand
- Commandeur de la Légion d'honneur